# Mount Massell
Mount Massell ist ein 1880 m hoher Berg im Norden des ostantarktischen Viktorialands. In den Freyberg Mountains ragt er 10 km südöstlich des Mount Jackman auf. 
Der United States Geological Survey kartierte ihn anhand eigener Vermessungen und Luftaufnahmen der United States Navy aus den Jahren von 1960 bis 1964. Das Advisory Committee on Antarctic Names benannte ihn 1969 nach dem aus Deutschland stammenden Geophysiker Wulf Friedrich Massell (* 1943), Manager des biologischen Labors auf der McMurdo-Station im Jahr 1967.